# Royal North Devon Golf Club
De Royal North Devon Golf Club, ook wel de Westward Ho! genoemd, is de oudste golfbaan van Engeland. Het was in 1864 de eerste club die door Engelsen en niet door oud-Schotten werd opgericht.

## De baan
Het is een typische linksbaan, ontworpen door Old Tom Morris. Hij ligt  op de zandheuvels van Westward Ho! langs het Kanaal van Bristol en de Atlantische Oceaan, het landschap bestaat uit lage duinen en er is weinig bescherming tegen de wind. De golfbaan ligt op gemene gronden zodat er soms schapen op de baan rondlopen. 
In 1908 werd de baan door Herbert Fowler gemoderniseerd en verlengd, hetgeen noodzakelijk was omdat het golfmateriaal steeds beter werd. In 1912 werd het Brits Amateur er gespeeld. John Ball van de Royal Liverpool Golf Club won de finale op de 38ste hole van Abe Mitchell van Royal Ashdown. 

In 2005 werd naast de 18 holesbaan de 9-holes Pimpley-course aangelegd met een par van 27.
Baanrecord
Op 25 augustus 2007 werd het baanrecord verbeterd. Het nieuwe record is 64 en staat op naam van John White, een student uit Saunton. Hij heeft handicap +2.

## De leden
In 1875 werd het clubkampioenschap gewonnen door de 16-jarige Horace Hutchison, die automatisch daarna captain van de club werd.  Deze regel werd een jaar later veranderd. Hutchison won in 1886 en 1887 het Brits Amateur. Andere beroemde leden waren James Braid, Harry Vardon en John Henry Taylor, zij staanb bekend als het Triumviraat. Taylor was vijfvoudig winnaar van het Brits Open. Hij werd benoemd tot 'Honorary President of the Club' in 1957.
De club heeft ruim 80 jeugdleden; in 2005 heeft de club een 9 holesbaan geopend met par-3 holes. Hier kunnen de jeugdleden hun alle afstanden tot 75 meter oefenen. 
In het clubhuis is een golfmuseum.